# マルチギガビット・イーサネット
マルチギガビット・イーサネット(Multi-gigabit Ethernet)は、イーサネットのうち、2.5Gbps/5Gbps (2.5GbE/5GbE)の通信速度を持つネットワーク規格の総称。
IEEE 802.3(IEEE 802.3bz)では2.5GBASE-Tおよび5GBASE-Tとして標準化された。ベンダ独自の名称としてNBASE-T・MGBASE-Tとも表現される。

## 歴史
マルチギガビットイーサネットの需要が高まった背景は、IEEE 802.11acなどの高速無線規格の転送速度が向上し、既存の主流の有線接続である1000BASE-Tを上回る速度が実現しつつあったことによる。有線の上位規格である10GBASE-Tでは普及率の高いカテゴリ5eケーブルが使えないことが判明したため、既存のギガビット・イーサネットと10ギガビット・イーサネットの中間にあたる通信速度をツイストペアケーブルで安価に実現するための方法が検討されるようになった。
2014年10月に「NBASE-Tアライアンス」が設立され、シスコシステムズ・Aquantia・フリースケール・ザイリンクスが参入した
。同様の目的で2014年12月には「MGBASE-Tアライアンス」が設立され、NBASE-Tとは対照的にMGBASE-Tの仕様を公開することを表明した。最終的にこの2つのアライアンスはIEEEでの標準化にあたり協同している。
IEEE 802.3の「2.5G/5GBASE-Tタスクフォース」では2015年3月に標準化作業が始まり、2016年9月23日にIEEE 802.3bzとして2.5GBASE-Tおよび5GBASE-Tの名称で承認された。
2020年6月、IEEE 802.3chとして標準化された2.5/5GBASE-T1では、主に車載組み込み機器の用途で最長15mのシングルペア通信の仕様がまとめられている。

## 技術仕様
ツイストペアケーブル#LAN規格も参照。
| 媒体           | 名称        | 規格         | 信号帯域幅 | ケーブル   | ケーブル帯域幅 | 距離長 | 用途               |
| -------------- | ----------- | ------------ | ---------- | ---------- | -------------- | ------ | ------------------ |
| ツイストペア   | 2.5GBASE-T  | 802.3bz-2016 | 100MHz     | Cat.5e     | 100MHz         | 100m   | ツイストペア       |
| ツイストペア   | 5GBASE-T    | 802.3bz-2016 | 200MHz     | Cat.6      | 250MHz         | 100m   | ツイストペア       |
| ツイストペア   | 2.5GBASE-T1 | 802.3ch-2020 |            | 撚対線1対  |                | 15m    | 車載用ツイストペア |
| ツイストペア   | 5GBASE-T1   | 802.3ch-2020 |            | 撚対線1対  |                | 15m    | 車載用ツイストペア |
| バックプレーン | 2.5GBASE-KX | 802.3cb-2018 |            | 基板上配線 |                | 1m     | 回路配線           |
| バックプレーン | 5GBASE-KR   | 802.3cb-2018 |            | 基板上配線 |                | 1m     | 回路配線           |

### 2.5G/5GBASE-T
2016年にIEEE 802.3bzとして標準化された。伝送符号化は10GBASE-Tの方式をそのまま流用し、64b/65bのブロック変換・PAM-16・DSQ128変調を組み合わせている。この符号の動作レートを半分の400MBaud(パルス)に落とすことで5Gbpsを、さらに半分の200MBaudに落とすことで2.5Gbpsをそれぞれ実現している。これによりケーブルに要求される帯域幅が緩和されるため、2.5GBASE-T（信号帯域幅 100MHz）および5GBASE-T（同 200MHz）は、それぞれカテゴリ5e（ケーブル伝送帯域幅 100MHz）およびカテゴリ6（同 250MHz）のケーブルにおいて最長100mの接続ができる。
2.5G/5GBASE-Tでは、PoE (IEEE 802.3bt) もサポートされている。これはNBASE-Tアライアンスが特にこだわった仕様であり、Wi-Fi6対応アクセスポイントなどの高速無線LAN機器を1本のケーブル接続で給電しながら通信させることが可能となった。

### 2.5G/5GBASE-T1
2020年にIEEE 802.3chとして標準化。車載組み込み機器用途で、1対のツイストペア(シングルペア)で最大15m接続する。10GBASE-T1とともに MultiGBASE-T1 の総称で規定され、伝送符号化も共通の方式を採る。PAM4の動作レートを1406.25 Mbaud, 2812.5 MBaudにすることでそれぞれ2.5Gbps, 5Gbpsを実現している。

### 端末側の要件
PCやNASでマルチギガビット・イーサネットの速度を活かすには、PCのUSB端子とLanアダプタがともにUSB 3.2 Gen1(USB 3.1 Gen1,USB 3.0)に対応することや、記憶媒体とPC側の接続端子の転送速度にも注意が必要である。さらにメモリをより多く搭載することも推奨される。
- RDMAとSMBダイレクトに対応するオペレーティングシステム

5GBASE-T
- 転送速度 5Gbps 以上の Lanカード や 「M.2 NVMe SSD」（PCI Express接続も参照）
- Serial ATA 3 の HDD や SSD（規格上）

2.5GBASE-T
- 転送速度 2.5Gbps 以上の Lanカード
- Serial ATA 2 の HDD や SSD（規格上）

## 適応・普及
Wi-Fi5 Wave2 (802.11ac第2世代)やWi-Fi6 (802.11ax)などの広帯域な無線LANが登場すると、有線LANの1000BASE-Tがボトルネックとなった。これを10GBASE-Tに置き換えるにもカテゴリ6以上へのケーブル張り替えが必要となる。信号周波数は100BASE-TX → 1000BASE-Tの移行に際しては2倍だったのに対し、1000BASE-T → 10GBASE-Tの移行では6.4倍に上り、これは信号処理回路のコストアップに直結するため、当初は10GBASE-T機器も高価であった。
IEEE 802.3bzの標準化に先駆けて、2015年にNBASE-TアライアンスからいくつかのNBASE-T製品が先行発表されている。後方互換性も考慮され、100BASE-TX/1000BASE-T/10GBASE-T機器とのオートネゴシエーションにも対応したものがあり、NBASE-T対応製品間ではケーブル品質に応じて10G、5G、2.5Gの優先順位で通信速度が自動判別される。
2019年頃になり、10GbE対応機器の値下がりにより10GbE環境を個人レベルでも実現しやすくなってきたが、10GbEは一般向けとしてはオーバースペックな部分もあった。そこで、より個人向けに導入しやすい価格帯の製品として、マルチギガビット製品が多く発売されるようになった。